# Microcompartiment bactérien

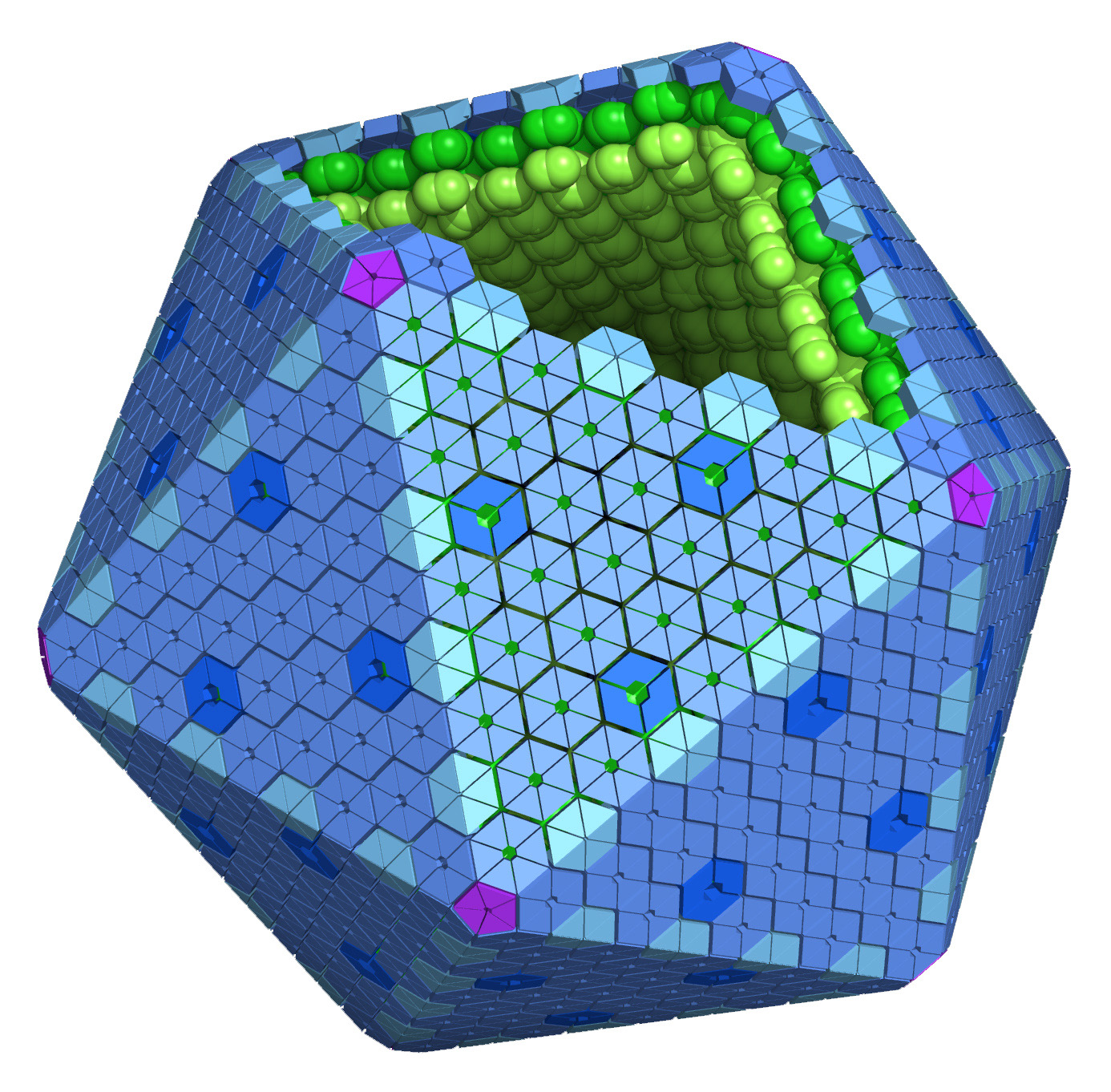
Représentation schématique des microcompartiments bactériens tels que les carboxysomes ou les microcompartiments de dégradation du propylène glycol, ou de l'éthanolamine,, montrant les protéines hexamériques en bleu (les différentes teintes de bleu représentent différentes fonctions biochimiques), les protéines pentamériques des sommets en magenta, et les enzymes encapsulées en vert, organisées en couches superposées.

Un microcompartiment bactérien, également appelé nanocompartiment en raison de la taille réduite de ce genre de structure, est un type d'organite, répandu chez diverses bactéries, constitué d'une coque protéique polyédrique qui renferme diverses enzymes. Ces compartiments font typiquement de 100 à 200 nm dans leur plus grande dimension et sont constitués de protéines emboîtées les unes dans les autres. Ils ne contiennent pas de lipides car ils ne sont pas entourés d'une membrane. De tels compartiments inclus dans une coque protéique existent également chez les archées — comme les nanocompartiments sphériques à encapsulines de Methanoregula — et les eucaryotes (notamment les « voûtes »).